# Des loups dans les murs
Des loups dans les murs (titre original : The Wolves in the Walls) est une bande dessinée jeunesse britannique écrite par Neil Gaiman et dessinée par Dave McKean, qui assure également la mise en couleurs. Elle a obtenu le prix British Science Fiction de la meilleure fiction courte 2003.

## Éditions
- (fr) Des loups dans le mur, Delcourt, collection « Jeunesse », 2003  (ISBN 2-84789-326-1).

### Documentation
- Jean-Pierre Fuéri, « Loups anars », BoDoï, no 68,‎ novembre 2003, p. 16.
- Petitboulet, « Des loups dans les murs », sur BD Gest, 17 novembre 2003.